# Daura Olema
Daura Olema García (Camagüey, 1933) es una escritora, periodista y poeta cubana. 

## Trayectoria
Al inicio de la década de 1960 se trasladó a La Habana donde comenzó su carrera como escritora en el Departamento de Escritores del ICAIC y más tarde como periodista en la agencia internacional  Prensa Latina. También trabajó para la revista «Cuba», editada por la misma agencia Prensa Latina.
En 1958, diez poemas fueron seleccionados por el artista Samuel Feijóo para ser publicadas en la Colección de poetas de la ciudad de Camagüey.
En 1962 fue ganadora del Premio Casa de las Américas por su novela Maestra Voluntaria, que ha sido abordada en numerosas investigaciones y tesis académicas en universidades de Cuba, USA y Argentina.

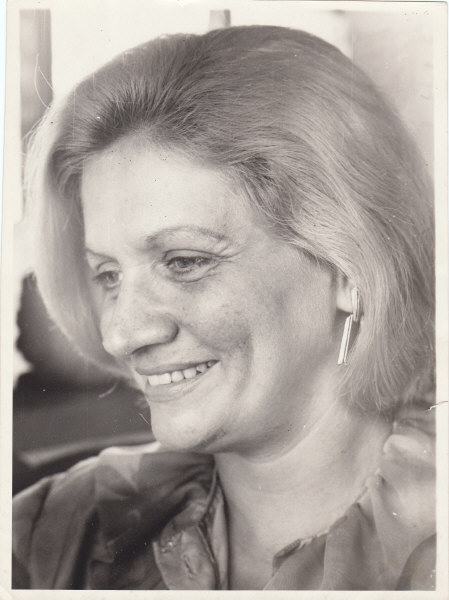
Daura Olema en La Habana (1978).

Recibió Mención en el Festival Nacional de la Radio en 1980 por su programa infantil El Pozo Mágico.
Ha colaborado en la creación de guiones para el ICAIC (En días como estos) y ha escrito varios poemarios para niños y adultos.
Como periodista cubrió los sectores artístico, industrial y jurídicos. En el ámbito del sector artístico, colaboró como crítica de arte teatral y de las artes figurativas.
Reside en Italia.